# Brachytrachelopan mesai
Brachytrachelopan mesai és una espècie de dinosaure sauròpode amb el curt inusualment escurçat que va viure a l'últim període del Juràssic (Titonià) en el que actualment és Argentina. L'holotip i únic espècimen conegut (Museo Paleontológico Egidio Feruglio MPEF-PV 1716) va ser recuperat d'una exposició erosiva de gres fluvial en la formació Cañadón Cálcero en un turó situat aproximadament a 25 km al nord-nord-est de Cerro Cóndor, Província de Chubut, en el centre-oest de l'Argentina, Amèrica del sud.